# Paul Chocheprat

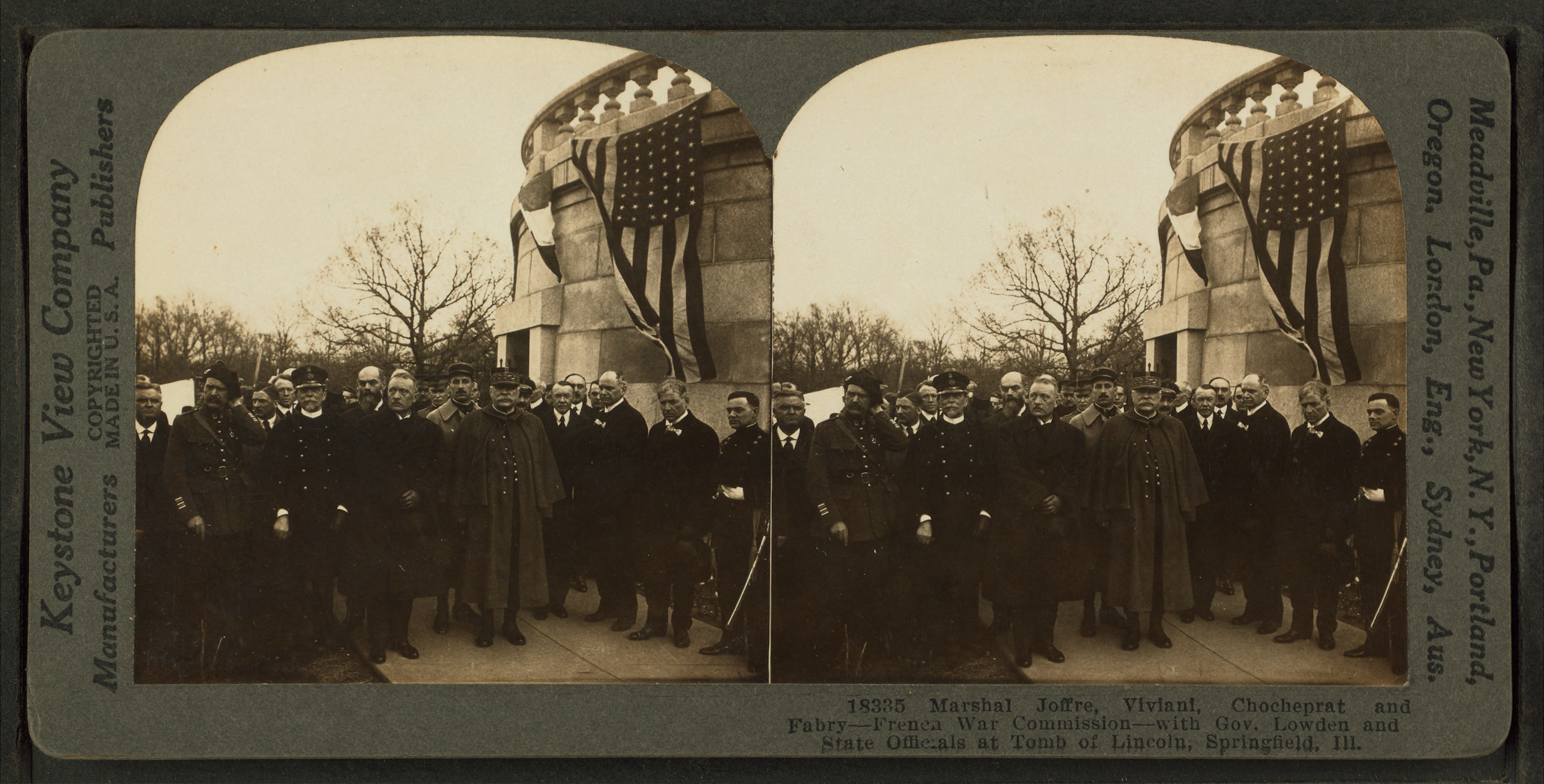
Joffre, Viviani, Chocheprat et Fabry lors de la commission de Springfield devant la tombe d'Abraham Lincoln, le 7 mai 1917.

Paul Louis Albert Chocheprat (Périgny, 11 juin 1855-Toulon, 31 mars 1928) est un officier de marine français.

## Biographie
Il entre à l'École navale en octobre 1871 et en sort aspirant en octobre 1874. Il embarque alors sur le vaisseau-école de canonnage Alexandre puis sur la Jeanne d'Arc en escadre d'évolutions (1875) avant de servir sur le cuirassé La Galissonnière à la division navale du Pacifique (1876) où il se montre remarquable hydrographe.
Enseigne de vaisseau (août 1877) sur le cuirassé Richelieu en escadre d'évolutions, il passe en 1878 sur l'aviso Castor comme officier de manœuvre à la station du Sénégal et participe à des expéditions sur le Haut-Fleuve. Survivant d'une très violente épidémie de fièvre jaune, il est affecté en 1880 sur le croiseur Armorique à la division volante et d'instruction de Cherbourg et s'y montre excellent instructeur.
Promu en janvier 1882 lieutenant de vaisseau, il commande le service artillerie du croiseur cuirassé Desaix puis est affecté à la majorité générale de Toulon. Officier d'ordonnance de l'amiral Benjamin Jaurès qui est le commandant en chef de l'escadre d'évolutions sur le Richelieu en 1884. En 1885 il est instructeur à l'école d’application des aspirants sur l' Iphigénie (1885).
Major (1887) de l’École des officiers torpilleurs de Toulon, commandant de l'aviso-torpilleur Couleuvrine en escadre d'évolutions puis adjudant de division sur les croiseurs La Clochetterie et La Pérouse à Terre-Neuve (1889-1890), il est promu capitaine de frégate en mai 1891.
Il embarque ensuite comme officier de manœuvre sur le cuirassé Amiral Baudin. Second du cuirassé Dévastation à la division de Méditerranée et du Levant, il est affecté ensuite sur le Vauban en 1893 puis sur le Courbet en 1894 où ses qualités de manœuvrier sont de nouveau remarquées.
Commandant de l'aviso-transport Aube et de la station locale de Tahiti (1895), il participe en janvier-février 1897 aux opérations de Raïatea et de Tahaa ainsi qu'à des missions aux Samoa et aux Nouvelles-Hébrides.
En 1898, il est affecté à l'état-major à Cherbourg et est promu en août capitaine de vaisseau. Commandant du cuirassé Charles Martel en Méditerranée (1899) puis du cuirassé Charlemagne (1902), il effectue des missions en Grèce et sur les côtes du Maroc avant d'être promu chef d'état-major général de l'armée navale durant les manœuvres de 1905-1906. Il travaille alors à la commission de refonte des livres de signaux et de la tactique navale avec l'amiral François Ernest Fournier.
Contre-amiral (mars 1907), il commande la 4e division en Méditerranée puis est promu vice-amiral et préfet maritime de Brest en octobre 1911. préfet maritime de Toulon (novembre 1913), il commande en 1914 la 1re escadre en armée navale avec pavillon sur le Diderot et est alors un des principaux collaborateurs de Boué de Lapeyrère.
Membre en 1916 du Conseil supérieur de la marine, il accompagne Joffre lors de la mission Viviani-Joffre aux États-Unis et passe au cadre de réserve en juin 1917.
Il préside de 1920 à 1922 la Société des Œuvres de mer.

## Distinctions
- Grand officier de la Légion d'honneur (31 décembre 1913)[1]
  -  Commandeur de la Légion d'honneur (12 juillet 1910)
  -  Officier de la Légion d'honneur (11 juillet 1896)
  -  Chevalier de la Légion d'honneur (29 juin 1886)
- Officier de l'Instruction publique (1917)
- Médaille coloniale
- Grand-croix de l'ordre de Saint-Olaf
- Ordre du Médjidié
- Commandeur de l'ordre des Saints-Maurice-et-Lazare
- Commandeur de l'Ordre du Sauveur